# 碧野
碧野（1916年2月—2008年5月），原名黄潮洋，男，广东大埔人，中华人民共和国作家，中国作家协会驻会作家。

## 生平
碧野祖籍广东省大埔县赤山村，后定居于潮安县城（今属潮州市湘桥区）。青年时代在广东省立金山中学就读，1935年参加北平作家协会和文艺团体《泡沫社》、《浪花社》，从此正式从事写作。

## 主要作品
长篇《肥沃的土地》、《风砂之恋》、《没有花的春天》、《湛蓝的海》、《我们的力量是无敌的》、《钢铁动脉》、《阳光灿烂照天山》、《丹凤朝阳》、《死亡之岛》；短篇小说集《流落》、《血泪》、《期待着明天》、《山野的故事》、《水阳江的沉郁》、《墙头骑士》、《牛斗安回家》、《高老头》等；中篇小说《奴隶的花果》、《乌兰不浪夜祭》，《大红骡子和缺犁耙》、《红豆之思》；小说、散文集《幸福的人》、《在哈萨克牧场》、《遥远的问候》、《边疆的风貌》、《我们农场好风光》、《情满青山》、《月亮湖》，《碧野近作》、《兰色的航程》、《竹溪》、《碧野文集》（四卷）和散文集《在珠江金三角》；游记《天山南北好地方》。